# Норвуд (Джорджія)
Норвуд (англ. Norwood) — місто (англ. city) в США, в окрузі Воррен штату Джорджія. Населення — 202 особи (2020).

## Географія
Норвуд розташований за координатами 33°27′46″ пн. ш. 82°42′21″ зх. д. / 33.46278° пн. ш. 82.70583° зх. д. (33.462697, -82.705957).  За даними Бюро перепису населення США в 2010 році місто мало площу 2,14 км², з яких 2,11 км² — суходіл та 0,03 км² — водойми.

## Демографія
Згідно з переписом 2010 року, у місті мешкало 239 осіб у 103 домогосподарствах у складі 68 родин. Густота населення становила 112 особи/км².  Було 129 помешкань (60/км²).
Расовий склад населення:
| - 66,9 % — чорних або афроамериканців - 32,6 % — білих |

До двох чи більше рас належало 0,0 %. Частка іспаномовних становила 0,8 % від усіх жителів.
За віковим діапазоном населення розподілялося таким чином: 18,4 % — особи молодші 18 років, 60,3 % — особи у віці 18—64 років, 21,3 % — особи у віці 65 років та старші. Медіана віку мешканця становила 47,5 року. На 100 осіб жіночої статі у місті припадало 78,4 чоловіків;  на 100 жінок у віці від 18 років та старших — 80,6 чоловіків також старших 18 років.
Середній дохід на одне домашнє господарство  становив 34 996 доларів США (медіана — 26 250), а середній дохід на одну сім'ю — 37 587 доларів (медіана — 29 167). Медіана доходів становила 50 536 доларів для чоловіків та 30 417 доларів для жінок. За межею бідності перебувало 19,9 % осіб, у тому числі 81,8 % дітей у віці до 18 років та 13,4 % осіб у віці 65 років та старших.
Цивільне працевлаштоване населення становило 77 осіб. Основні галузі зайнятості: освіта, охорона здоров'я та соціальна допомога — 37,7 %, сільське господарство, лісництво, риболовля — 22,1 %, виробництво — 14,3 %, роздрібна торгівля — 7,8 %.